# ۱۶۷۲ (میلادی)
۱۶۷۲ (میلادی) هزار و ششصد و هفتاد و دومین سال تقویم میلادی است.

## زادگان
- ۹ ژوئن - پتر یکم (پتر کبیر)، تزار روسیه (درگذشتهٔ ۱۷۲۵)

## درگذشتگان
- ۱۶ سپتامبر - ان بردستریت، شاعر آمریکایی (زادهٔ ۱۶۱۲)
- پتر استویوسانت، سیاستمدار هلندی
- ۶ نوامبر – هاینریش شوتس، آهنگساز آلمانی (ز. ۱۵۸۵)
- ۶ دسامبر – ژان دوم کازیمیر واسا، کشیش لهستانی (ز. ۱۶۰۹)